# Joe Marston
James Edward "Joe" Marston (Sídney, 7 de enero de 1926-29 de noviembre de 2015) fue un entrenador y jugador de fútbol que jugaba en la demarcación de defensa. Tiene en su honor el premio de la Medalla Joe Marston, otorgado al mejor jugador del partido de la Gran Final de la A-League cada año.

## Selección nacional
Marston jugó un total de 37 partidos con Australia, formando parte del equipo durante el tour del Blackpool en Australia, coincidiendo con la apariencia de Stanley Matthews. Además ejerció el cargo de jugador-entrenador durante el tour del Hearts en el país en 1958.

## Clubes

### Como futbolista
| Club                      | País       | Año         | Partidos | Goles |
| ------------------------- | ---------- | ----------- | -------- | ----- |
| Leichhardt-Annandale SC   | Australia  | 1943 - 1949 |          |       |
| Preston North End FC      | Inglaterra | 1950 - 1955 | 185      | 0     |
| Leichhardt-Annandale SC   | Australia  | 1955 - 1958 |          |       |
| APIA Leichhardt Tigers FC | Australia  | 1959 - 1964 |          |       |
| Western Suburbs SC        | Australia  | 1969        |          |       |

### Como entrenador
| Club                             | País      | Año         |
| -------------------------------- | --------- | ----------- |
| Selección de fútbol de Australia | Australia | 1958        |
| APIA Leichhardt Tigers FC        | Australia | 1965        |
| Selección de fútbol de Australia | Australia | 1966        |
| APIA Leichhardt Tigers FC        | Australia | 1966        |
| Western Suburbs SC               | Australia | 1967 - 1969 |
| APIA Leichhardt Tigers FC        | Australia | 1972 - 1973 |
| Auburn SC                        | Australia | 1974 - 1977 |
| Sydney Olympic Football Club     | Australia | 1978 - 1979 |

## Distinciones honoríficas
- Miembro de la Orden del Imperio Británico (1980).